# Гаспари, Гаэтано
Гаэтано Гаспари (итал. Gaetano Gaspari; 15 марта 1807, Болонья — 31 марта 1881, Болонья) — итальянский музыковед и композитор.
Окончил Болонский музыкальный лицей как пианист, ученик Бенедетто Донелли. В 1824—1828 гг. органист болонской церкви Святого Мартина. Руководил церковными хорами в Пьеве-ди-Ченто (1828—1836), затем в Имоле. В 1839 г. стал помощником своего учителя Донелли в лицее, но после скорой смерти Донелли не сумел занять его место и вместо этого стал преподавателем сольфеджио, одновременно заняв должность хормейстера в болонском театре «Комунале». С 1855 года и до конца жизни заведовал библиотекой Болонского музыкального лицея, одновременно преподавал историю музыки и эстетику. Работа Гаспари по каталогизации библиотеки легла в основу четырёхтомного каталога, изданного уже после его смерти, в 1890—1892 гг., под редакцией Луиджи Торки, Федерико Паризини и др.). С 1869 года время от времени входил в состав дирекции лицея.
Написал ряд книг по истории музыки в Болонье, в том числе «Заметки об истории музыкального искусства в Болонье» (итал. Memorie riguardanti la storia dell'arte musicale in Bologna; 1867), «Пояснения по поводу музыкальной капеллы при базилике Сан-Петронио в Болонье» (итал. Ragguagli sulla capella musicale della basilica di San Petronio in Bologna; 1869), «Продолжение биографических и библиографических заметок о болонских музыкантах XVI века» (итал. Continuazione delle Memorie biografiche e bibliografiche sui musicisti bolognesi del sec.XVI; 1877), «О болонских музыкантах XVII века и об их напечатанных сочинениях» (итал. Dei musicisti bolognesi al XVII secolo e delle loro opere a stampa; 1880). Эти работы были собраны и переизданы в томе сочинений Гаспари «Музыка и музыканты в Болонье» (итал. Musica e musicisti a Bologna; 1970).
Композиторское наследие Гаспари состоит почти исключительно из религиозных сочинений, среди которых выделяются два Miserere. Гаспари написал одну из частей коллективной Мессы по Россини.
В 1866 году избран членом Болонской филармонической академии.